# Most rzymski w Trewirze
Most rzymski w Trewirze (niem. Römerbrücke) – most spinający brzegi Mozeli w Trewirze. Jest najstarszym mostem w Niemczech. 
Wraz z innymi zabytkami rzymskiego Trewiru, został wpisany w 1986 r. na listę dziedzictwa kulturowego UNESCO. 

## Historia
Pierwszy drewniany most rzymski na Mozeli powstał w 17 r. p.n.e. Pierwszy kamienny most rzymski zbudowano w 45 r. Nowy most kamienny postawiono w latach 144-152. Jego masywnym filarom nadano spiczasty kształt, tak by chronić go przed wysokimi stanami wód oraz krami lodu w czasie roztopów. Górna część mostu była konstrukcją drewnianą z przejazdem o szerokości dziesięciu metrów, znajdującym się około 14 metrów nad poziomem wody, co umożliwiało swobodny przepływ statków. Do dziś zachowało się pięć z dziewięciu oryginalnych rzymskich filarów. 

## Galeria

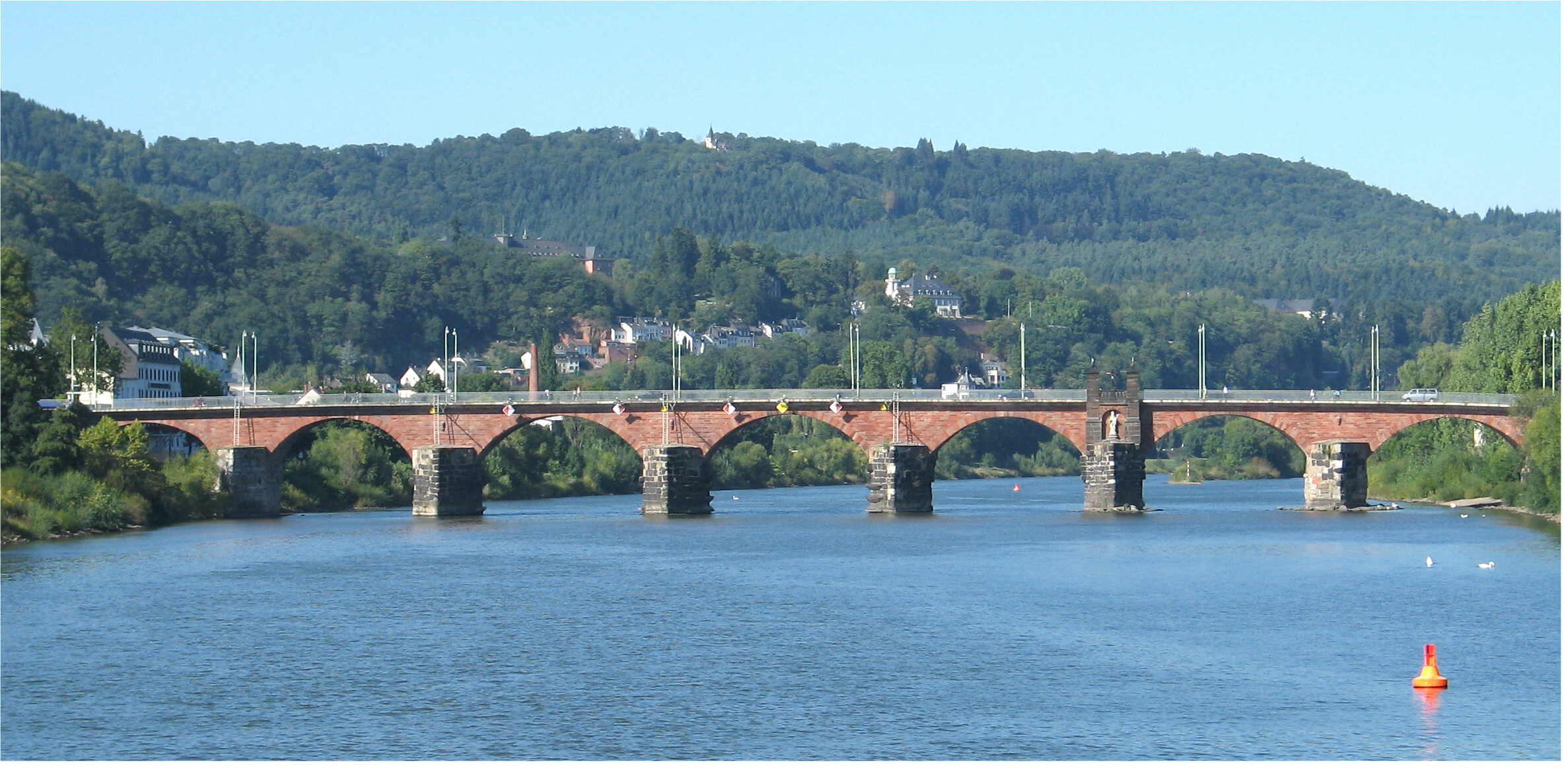
Most rzymski w Trewirze, 2006
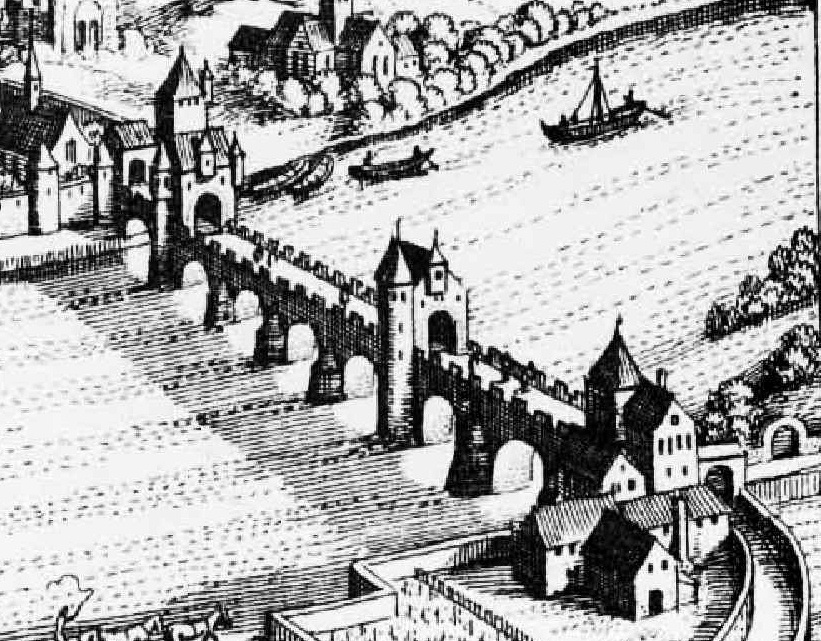
Most rzymski w Trewirze, miedzioryt Meriana z 1646 r.
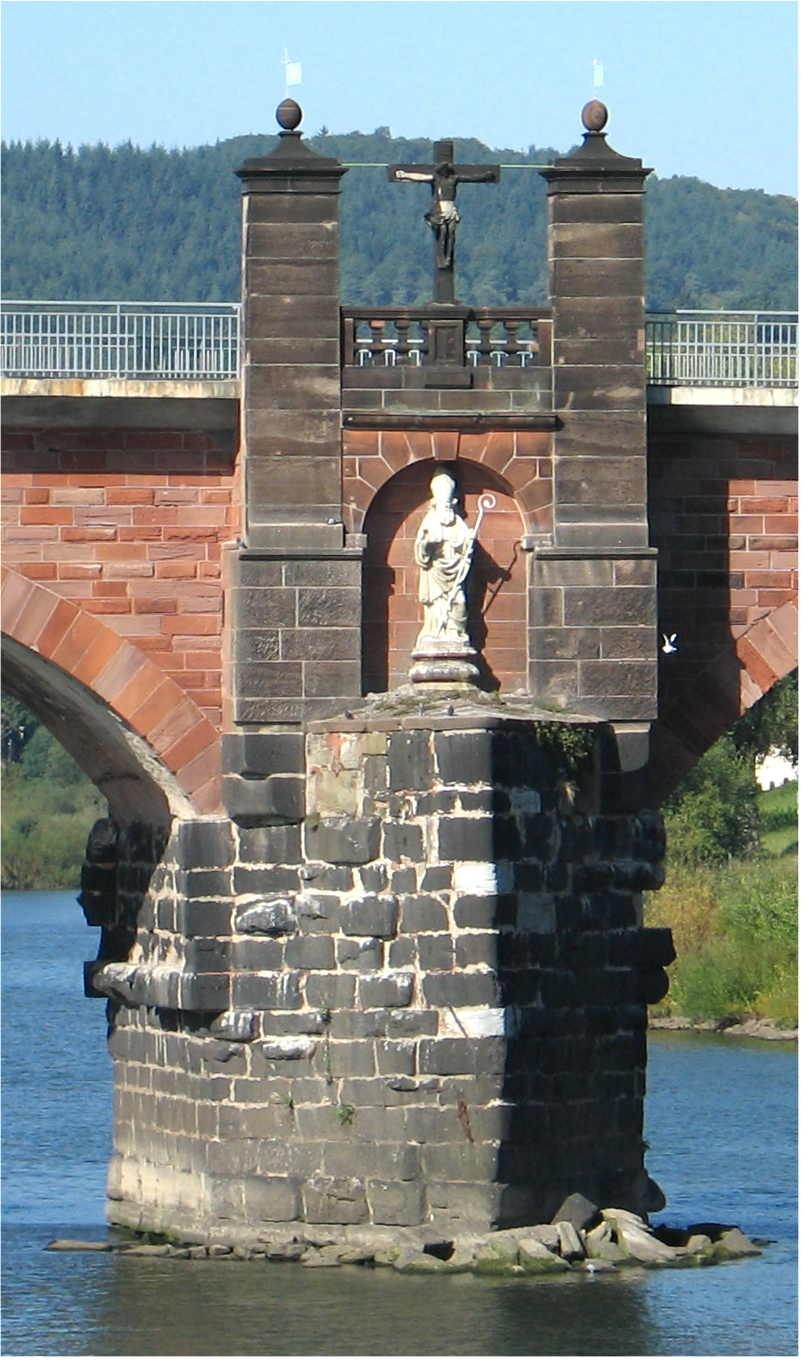
Most rzymski w Trewirze: detal